# Hraunbunga
Hraunbunga är en kulle i republiken Island. Den ligger i regionen Norðurland eystra, 280 km nordost om huvudstaden Reykjavík. Toppen på Hraunbunga är 490 meter över havet.
Trakten runt Hraunbunga är nära nog obefolkad, med mindre än två invånare per kvadratkilometer. Närmaste större samhälle är Reykjahlíð, nära Hraunbunga. Omgivningarna runt Hraunbunga är i huvudsak ett öppet busklandskap.